# Jill Ung
Jill Anita Irene Ung (født 15. februar 1956 i Göteborg) er en svensk skuespiller, kendt for sin medvirken i Lukas Moodyssons prisbelønnede spillefilm Fucking Åmål fra 1998, og som ligeledes har medvirket i en række tv-produktioner, blandt andet Sjätte dagen, Orka! Orka! og Saltön.

## Biografi
I 1970’erne optrådte Jill Ung som sanger i bandet "Göteborgsrockarna med Kung Sune", mens teaterkarrieren begyndte i 1975 hos Sten-Åke Cederhök i Veckans revy, Göteborg. Efter at have læst på Teaterhögskolan i Malmö har hun bl.a. været ansat på Folkteatern i Göteborg samt på byscener i Göteborg, Malmö og Borås. I Borås fik Ung anerkendelse for rollen som oversygeplejerske "Ratched" i Gøgereden.
Jill Ung er komiker og har medvirket i flere af Hagge Geigerts farcer på Lisebergsteatern, blandt andet En mand for meget, Omaka par og Panik på klinikken. Hun har desuden spillet sommerforestillinger med Stefan & Krister på Vallarnas friluftsteater i Falkenberg.
Privat har Ung en datter med skuespilleren Dag Malmberg, Andréa Malmberg, der er skuespiller ligesom sin mor.

## Filmografi (udvalg)
- 2018 - Krocken – Noah
- 2017-2020 - Familien Löwander (tv-serie) – Fru Andersson
- 2016 - Kommissæren og havet (tv-serie) – medvirkende
- 2016 - 30 grader i februar (tv-serie) – Gunilla
- 2013 - Hotell – Marie
- 2013 - Molanders (tv-serie) – facility manager
- 2012 - Dem man elsker (kortfilm) – Anita
- 2011 - Irene Huss (tv-serie) – Kicki Olsson
- 2011 - Blott du mig älskar (kortfilm) – læge
- 2011 - Stockholm-Båstad (tv-serie) – Margareta
- 2011 - Hur många lingon finns det i världen? – Katarinas mor
- 2010 - Ice Pearl (kortfilm) – medvirkende
- 2009 - Livet i Fagervik (tv-serie) – Evy
- 2009 - 183 dagar (tv-serie) – Birgitta Wall
- 2008-2010 - Andra Avenyn (tv-serie) – Anna-Lena Lagerlöv Oskarsson
- 2006 - En fråga om liv och död – politibetjent i modtagelsen
- 2005-2017 - Saltön (tv-serie) – Lotten
- 2005 - Häktet (tv-serie) – advokaten Stankovic
- 2004-2005 - Orka! Orka! (kortfilm) – Fridas lærer
- 2004 - Bye Bye Pornstar – gynækolog
- 2004 - Två bröder emellan – Hjördis Hemlin
- 2004 - Lokalreportern (tv-serie) – Lenita
- 2003 - Barnaskrik och jäkelskap – Ebba-Britta fra Vänersborg
- 2002 - Syrenernas tid (kortfilm) – Katta
- 1999-2001 - Sjätte dagen (tv-serie) – Britt-Marie Stenström
- 1999 - Nul tolerance – talsmand I retten
- 1999 - Full Frys (tv-serie) – Helén Andersson
- 1998 - Fucking Åmål – Birgitta, Elins mor
- 1997-2002 - Vita lögner (svensk udgave af Hvide løgne) (tv-serie) – sygehusdirektør
- 1996-1998 - Älskade Lotten (tv-serie) – Lena Bergström
- 1994 - Panik på klinikken – Filippa Broström